# スポットライト 世紀のスクープ
『スポットライト 世紀のスクープ』（スポットライト せいきのスクープ、原題：Spotlight）は、2015年のアメリカ合衆国の伝記・犯罪・ドラマ映画。ジョシュ・シンガーとトム・マッカーシーが脚本を担当し、マッカーシーが監督を務めた。映画は2003年にピューリッツァー賞を公益報道部門で受賞した『ボストン・グローブ』紙の報道に基づき、アメリカの新聞社の調査報道班として最も長い歴史を持つ同紙「スポットライト」チームによる、ボストンとその周辺地域で蔓延していたカトリック司祭による性的虐待事件に関する報道の顛末を描く。出演はマーク・ラファロ、マイケル・キートン、レイチェル・マクアダムス、ジョン・スラッテリー、スタンリー・トゥッチ、ブライアン・ダーシー・ジェームズ、リーヴ・シュレイバー、ビリー・クラダップら。
本作は2015年にヴェネツィア国際映画祭のコンペティション外部門で上映されたほか、テルライド映画祭やトロント国際映画祭の特別招待部門でも上映された。北米ではオープン・ロード・フィルムズの配給で2015年11月6日に公開された。日本ではロングライドの配給で2016年4月15日に公開。本作は数多くの組合賞や批評家賞を受賞したほか、様々な媒体によって2015年最良の映画の一つに挙げられた。第88回アカデミー賞では作品賞、監督賞、助演男優賞（ラファロ）、助演女優賞（マクアダムス）、脚本賞、編集賞の6部門にノミネートされ、作品賞と脚本賞を受賞した。

## ストーリー
2001年、マサチューセッツ州ボストンの日刊紙『ボストン・グローブ』はマーティ・バロンを新編集長として迎える。バロンは同紙の少数精鋭取材チーム「スポットライト」のウォルター・ロビンソンと会いゲーガン神父の子供への性的虐待事件をチームで調査し記事にするよう持ちかける。チームは進行中の調査を中断し取材に取り掛かる。
当初、チームは何度も異動させられた一人の神父を追うが、次第にマサチューセッツ州でカトリック教会が性的虐待事件を隠蔽するパターンに気づく。虐待の被害者のネットワークに接触したのち、チームは13人の神父に調査対象を広げる。統計的には90人程度の神父が性的虐待を行っているはずだと言う指摘を受け、病休あるいは移動させられた神父を追跡して87人のリストを得る。カトリック信者の多いボストンで、チームは様々な障害・妨害にあう。
調査が佳境に差し掛かる頃、チームは9月11日を迎える。テロの後、チームの調査はしばし棚上げされる。枢機卿が虐待事件を知りながら無視したという公的な証拠の存在をつかみ、チームは活気づく。ロビンソンはカトリック教会の組織的な犯罪行為を徹底的に暴くために記事の公開を遅らせる。チームはより多くの証拠を公開するよう求めた裁判に勝ち、2002年にようやく記事を公開し始める。
記事公開の直前、ロビンソンは、1993年に性的虐待を行った20人の神父のリストを受け取りながら調査をしなかったことを告白する。だが、バロンはチームが今、犯罪を暴いたことを称賛する。翌日、チームは多くの犠牲者から告白の電話を受け始める。合衆国および世界中で聖職者による性的虐待のスキャンダルが明るみに出る。隠蔽行為を行った枢機卿は辞任するが、ローマの大教会に栄転する。

## キャスト
※括弧内は日本語吹替

### 「スポットライト」班
- マイク・レゼンデス（英語版） - マーク・ラファロ（宮内敦士）
- ウォルター・“ロビー”・ロビンソン（英語版） - マイケル・キートン（牛山茂）
- サーシャ・ファイファー（英語版） - レイチェル・マクアダムス（森なな子）
- マーティ・バロン（英語版） - リーヴ・シュレイバー（大塚明夫）
- ベン・ブラッドリー・ジュニア（英語版） - ジョン・スラッテリー（仲野裕）
- マット・キャロル - ブライアン・ダーシー・ジェームズ（豊富満）

### その他
- ミッチェル・ガラベディアン - スタンリー・トゥッチ（岩崎ひろし）

弁護士。
- スティーヴ・カークジャン（英語版） - ジーン・アモローソ

『ボストン・グローブ』総合調査記者。
- ジム・サリヴァン - ジェイミー・シェリダン（野川雅史）

教会側の弁護士。
- エリック・マクリーシュ - ビリー・クラダップ（各務立基）

弁護士。
- アイリーン・マクナマラ（英語版） - モーリーン・キーラー

『ボストン・グローブ』コラムニスト。
- リチャード・サイプ（英語版） - リチャード・ジェンキンス

心理療法士（電話音声、クレジットなし）。
- ピート・コンリー - ポール・ギルフォイル（山本満太）
- バーナード・ロウ枢機卿（英語版） - レン・キャリオー
- フィル・サヴィアノ - ニール・ハフ（英語版）（丸山智行）

聖職者による虐待被害者ネットワーク（SNAP）の一員。
- ジョー・クロウリー - マイケル・シリル・クレイトン（英語版）

聖職者による虐待被害者。
- コンスタンス・スウィーニー判事 - ローリー・ハイネマン（今泉葉子）
- ビル・カメザ理事長 - ティム・プロゴシュ（英語版）
- ピーター・カネロス - ダグ・マーレイ（青木源太[7]）

『ボストン・グローブ』都市圏担当記者。

## 製作
ジョシュ・シンガーとトム・マッカーシーは2013年6月に本作の脚本を完成させた。この脚本は2013年の「ブラック・リスト」に掲載された。
主要撮影は2014年9月24日にボストンで始まり、続けて10月にはオンタリオ州ハミルトンに移った。撮影が行われた場所にはボストンのフェンウェイ・パーク、『ボストン・グローブ』オフィス、ボストン公共図書館、ハミルトンのマックマスター大学などがある。編集には8か月を要した。

## 公開
北米では2015年11月6日に限定公開され、同年11月25日に拡大公開された。
2,000万ドルの製作費に対し、2016年3月までに北米で3,929万ドル、その他の地域で2,407万ドルの合計6,335万ドルを売り上げている。限定公開時のオープニング週末では5館から295,009ドルを売り上げ、1館あたり59,002ドルという高い平均成績を上げた。拡大公開初週の週末興行ランキングでは8位を記録した。

## 評価
Rotten Tomatoesは259件の批評に基づき、高評価の割合を96%、評価の平均を8.9/10、批評家の総意を「『スポットライト 世紀のスクープ』はその事実に基づく物語の恐ろしい細部を、主人公たちを持て囃したい誘惑に抗いながら丁寧になぞることで、被写体となった実在の人物と観客の両方に敬意を表するドラマを作り上げている」としている。Metacriticは45件の批評に基づき、93/100という「幅広い支持」の値を示している。
トロント国際映画祭の観客投票では3位だった。

### カトリック教会の反応
バチカン放送のコメンテーターは映画を「誠実」「力強い」と讃え、『グローブ』紙の報道こそが米カトリック教会に「罪を完全に受け入れ、それを公に認め、すべての責任を取る」ことを促したのだと述べた。ルカ・ペレグリーニはバチカン放送の電子版で映画を讃え、「ボストン大司教区のカトリック教会の基盤を崩壊に陥れたのは、テロ攻撃ではなく、とどまるところを知らない真実の力だった。事実、最も純粋な召命の形を示して見せたのは、紛れもなく『ボストン・グローブ』の数名の有能なジャーナリストたちである。その召命とは、事実を探し出し、情報源を調べ上げ、コミュニティと街のために自らを正義のパラディンとすることだった」と記した。2016年2月には聖職者による性的虐待に関するバチカンの委員会で映画が上映された。バチカンの日刊紙『オッセルヴァトーレ・ロマーノ』は本作のアカデミー作品賞受賞を受け、「反カトリック的な映画ではない」「同作は、敬虔な人々がこうした恐ろしい現実の発見に対峙したときの衝撃と絶大な痛みを表現することに成功している」とするコラムを掲載した。

### 批判
『ボストン・グローブ』による報道に対する批判書を著しているデイヴィッド・F・ピエール・ジュニアは『ニューヨーク・タイムズ』の取材に応じ、「本作の最大の欠陥は、事件が明るみに出た際、教会の職員たちに虐待をする司祭たちは治療を経れば元の役職に戻っても安全だと請け合った心理学者たちを描くことに失敗している点だ」と述べた。オープン・ロード・フィルムズはこれに対し、「ピエール氏は虐待の事実から注意をそらすために神話を持続させようとしている」と反駁した。
ボストンカレッジ高校の理事で広報部長であるジャック・ダンは、ゲイリー・ガローンによって演じられた彼のキャラクターが事件の隠蔽に加担していたかのように描かれているとして本作を批判した。ダンは映画を鑑賞した上で、彼は現実には事件のことを知っていてすぐに対応に動いたと話した。劇中にも登場する記者ウォルター・ロビンソンとサーシャ・ファイファーはこれに対して声明を発表し、ダンは取材当時「自身が広報を務める学校に最も都合よくなる形に話を当てはめた」「(劇中ダンが登場する唯一のシーンである) 2002年初頭に我々が初めて腰を下ろして取材したときには、広報として積極的にボストンカレッジ高校を擁護した」と反論した。

## 受賞とノミネート
| 年   | 映画賞                                   | 部門                                     | 対象                                  | 結果       |
| ---- | ---------------------------------------- | ---------------------------------------- | ------------------------------------- | ---------- |
| 2015 | 第72回ヴェネツィア国際映画祭             | ブライアン賞                             | トム・マッカーシー                    | 受賞       |
| 2015 | 第72回ヴェネツィア国際映画祭             | シルバーマウス賞                         | トム・マッカーシー                    | 受賞       |
| 2015 | 第19回ハリウッド映画賞                   | 脚本賞                                   | トム・マッカーシー ジョシュ・シンガー | 受賞       |
| 2015 | 第25回ゴッサム・インディペンデント映画賞 | 作品賞                                   | 『スポットライト 世紀のスクープ』     | 受賞       |
| 2015 | 第25回ゴッサム・インディペンデント映画賞 | 脚本賞                                   | トム・マッカーシー ジョシュ・シンガー | 受賞       |
| 2015 | 第25回ゴッサム・インディペンデント映画賞 | 特別賞                                   | 『スポットライト 世紀のスクープ』     | 受賞       |
| 2015 | 第9回デトロイト映画批評家協会賞          | 作品賞                                   | 『スポットライト 世紀のスクープ』     | 受賞       |
| 2015 | 第9回デトロイト映画批評家協会賞          | 助演男優賞                               | リーヴ・シュレイバー                  | 受賞       |
| 2015 | 第9回デトロイト映画批評家協会賞          | アンサンブル演技賞                       |                                       | 受賞       |
| 2016 | 第20回サテライト賞                       | 作品賞                                   | 『スポットライト 世紀のスクープ』     | 受賞       |
| 2016 | 第20回サテライト賞                       | 監督賞                                   | トム・マッカーシー                    | 受賞       |
| 2016 | 第20回サテライト賞                       | キャスト賞                               |                                       | 受賞       |
| 2016 | 第50回全米映画批評家協会賞               | 作品賞                                   | 『スポットライト 世紀のスクープ』     | 受賞       |
| 2016 | 第50回全米映画批評家協会賞               | 監督賞                                   | トム・マッカーシー                    | 受賞       |
| 2016 | 第68回全米脚本家組合賞                   | 脚本賞                                   | トム・マッカーシー ジョシュ・シンガー | 受賞       |
| 2016 | 第69回英国アカデミー賞                   | 脚本賞                                   | トム・マッカーシー ジョシュ・シンガー | 受賞       |
| 2016 | 第73回ゴールデングローブ賞               | 作品賞（ドラマ部門）                     | 『スポットライト 世紀のスクープ』     | ノミネート |
| 2016 | 第73回ゴールデングローブ賞               | 監督賞                                   | トム・マッカーシー                    | ノミネート |
| 2016 | 第73回ゴールデングローブ賞               | 脚本賞                                   | トム・マッカーシー ジョシュ・シンガー | ノミネート |
| 2016 | 第31回インディペンデント・スピリット賞   | 作品賞                                   | 『スポットライト 世紀のスクープ』     | 受賞       |
| 2016 | 第31回インディペンデント・スピリット賞   | 監督賞                                   | トム・マッカーシー                    | 受賞       |
| 2016 | 第31回インディペンデント・スピリット賞   | 脚本賞                                   | トム・マッカーシー ジョシュ・シンガー | 受賞       |
| 2016 | 第31回インディペンデント・スピリット賞   | 編集賞                                   | トム・マカードル                      | 受賞       |
| 2016 | 第31回インディペンデント・スピリット賞   | アンサンブル賞（ロバート・アルトマン賞） |                                       | 受賞       |
| 2016 | 第88回アカデミー賞                       | 作品賞                                   | 『スポットライト 世紀のスクープ』     | 受賞       |
| 2016 | 第88回アカデミー賞                       | 脚本賞                                   | トム・マッカーシー ジョシュ・シンガー | 受賞       |
| 2016 | 第88回アカデミー賞                       | 監督賞                                   | トム・マッカーシー                    | ノミネート |
| 2016 | 第88回アカデミー賞                       | 編集賞                                   | トム・マカードル                      | ノミネート |
| 2016 | 第88回アカデミー賞                       | 助演男優賞                               | マーク・ラファロ                      | ノミネート |
| 2016 | 第88回アカデミー賞                       | 助演女優賞                               | レイチェル・マクアダムス              | ノミネート |
| 2016 | 第29回日刊スポーツ映画大賞・石原裕次郎賞 | 外国作品賞                               | 『スポットライト 世紀のスクープ』     | 受賞       |
| 2017 | 第90回キネマ旬報ベスト・テン             | 外国映画ベスト・テン                     | 『スポットライト 世紀のスクープ』     | 7位        |